# TST
TST är en LP från 1982, av punkbandet T.S.T. Denna skiva värderas till ungefär 135-270kr enligt Punktipset

## Låtar på albumet
| Nr  | Titel                    | Längd | Notering |
| --- | ------------------------ | ----- | -------- |
| 1.  | We Are The Kids          |       |          |
| 2.  | Last Year Dead           |       |          |
| 3.  | No Government            |       |          |
| 4.  | My Finger In Your Cunt   |       |          |
| 5.  | Suicide                  |       |          |
| 6.  | Understand               |       |          |
| 7.  | Don't Ask Me Why         |       |          |
| 8.  | Feed The Hungry          |       |          |
| 9.  | The War Is Coming        |       |          |
| 10. | Prisoner Of The War      |       |          |
| 11. | Don't Use Kids           |       |          |
| 12. | Human Rights             |       |          |
| 13. | V-ås Punx - Fuck The Law |       |          |
| 14. | What Do You Gonna Be     |       |          |
| 15. | London                   |       |          |
| 16. | People Dying             |       |          |
| 17. | War Is Hell              |       |          |